# 杨大文
杨大文，清华大学水利水电工程系教授，长期从事水文学及水资源领域的研究工作。

## 生平
杨大文教授于1983年至1988年在清华大学水利工程系水资源工程专业完成本科学习，于1988年至1990年在清华大学水利工程系水力学及河流动力学专业攻读硕士学位。1995年至1998年，在东京大学土木工程系水文学及水资源专业攻读博士学位，后在东京大学进行博士后研究。自2004年7月起，杨大文教授在清华大学水利系任教。

## 社会兼职
- 国际水文科学协会（IAHS）中国国家委员会副主席
- 《水文》编委
- 《水利学报》编委